# Arsène Copa
Arsène Copa (ur. 7 czerwca 1988 w Moandzie) – gaboński piłkarz grający na pozycji ofensywnego pomocnika.

## Kariera klubowa
Karierę piłkarską Copa rozpoczął w klubie Mangasport Moanda, pochodzącego z jego rodzinnego miasta Moanda. W 2005 roku zadebiutował w jego barwach w pierwszej lidze gabońskiej. W 2006 i 2008 roku wywalczył z Mangasportem mistrzostwo Gabonu, a w 2007 roku wygrał z nim Coupe du Gabon Interclubs. Z Mangasportem zwyciężył też w Superpucharze Gabonu w 2006 roku.
W 2008 roku Copa przeszedł do węgierskiego Győri ETO FC. W sezonie 2011/2012 grał w DAC 1904 Dunajská Streda. W 2012 wrócił do Mangasportu,. W sezonie 2016/2017 grał w AS Pélican.

## Kariera reprezentacyjna
W reprezentacji Gabonu Copa zadebiutował w 2007 roku. W 2010 roku został powołany przez selekcjonera Alaina Giresse'a do kadry na Puchar Narodów Afryki 2010.